# Inopsis aurantivertex
Inopsis aurantivertex là một loài bướm đêm thuộc phân họ Arctiinae, họ Erebidae.